# Francisco Fernández Buey

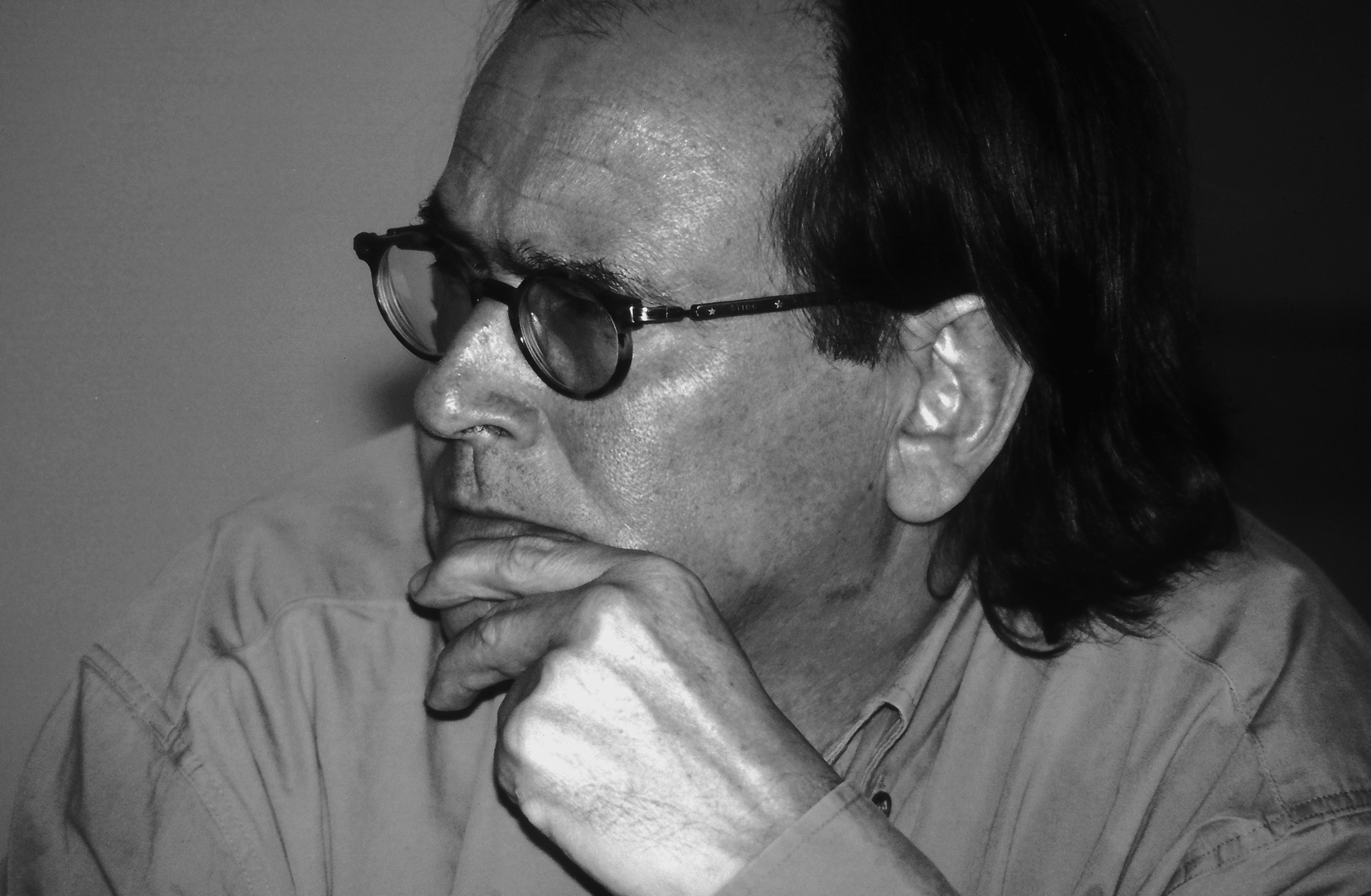
Francisco Fernández Buey

Francisco Fernández Buey (Palència, 1943 — Barcelona, 25 augustus 2012) was een Catalaans schrijver, filosoof, jurist en hoogleraar aan de Universiteit Pompeu Fabra in Barcelona en de Universiteit van Valladolid.
Hij was gespecialiseerd in de analyse van de cultuurschok en het politieke denken in Spanje in de 16de eeuw. In 1966 was hij betrokken bij de Caputxinada, een van de eerste grote manifestaties van de verzetsbeweging tegen de militaire dictatuur van Francisco Franco.

## Werken
- Lenin
- Ensayos sobre Gramsci
- Contribución a la crítica del marxismo cientificista
- La ilusión del método
- Ideas para un racionalismo bien temperado
- Discursos para insumisos discretos
- Redes que dan libertad
- La barbarie: de ellos y de los nuestros
- La gran perturbación...
- 2000: Ética y filosofía política, Asuntos públicos controvertidos
- 2004: Guía para una globalización alternativa. Otro mundo es posible[2]
- 2007: Utopías e ilusiones naturales[3]

- Biblioteca Nacional de España: XX1719625
- Bibliothèque nationale de France: cb12054250j (data)
- Catàleg d'autoritats de noms i títols de Catalunya: 981058512670906706
- Gemeinsame Normdatei: 173100406
- International Standard Name Identifier: 0000 0001 0927 3310
- Library of Congress Control Number: n79029770
- Nationale Bibliotheek van Israël: 987007277048705171
- Nederlandse Thesaurus van Auteursnamen: 213717565
- Système universitaire de documentation: 028776143
- Virtual International Authority File: 95268039
- WorldCat: E39PBJjMyHxPFR6FPjmkGmdxXd